# Liste der Kreisstraßen im Landkreis Schwäbisch Hall
Diese Liste enthält die Kreisstraßen im baden-württembergischen Landkreis Schwäbisch Hall.

## Abkürzungen
- K: Kreisstraße
- L: Landesstraße

## Liste
Die Kreisstraßen behalten die ihnen zugewiesene Nummer nicht bei einem Wechsel in einen anderen Stadt- oder Landkreis. Nicht vorhandene bzw. nicht nachgewiesene Kreisstraßen sind kursiv gekennzeichnet, ebenso Straßen und Straßenabschnitte, die unabhängig vom Grund (Herabstufung zu einer Gemeindestraße oder Höherstufung) keine Kreisstraßen mehr sind.
Der Straßenverlauf wird in der Regel von Nord nach Süd und von West nach Ost angegeben.
| Nr.    | Verlauf |
| ------ | --- |
| K 2500 | K 2664 in Lendsiedel – L 1040 – Kirchberg an der Jagst – Herboldshausen – K 2501 – L 1012 in Saurach |
| K 2501 | K 2500 – L 1012 in Triensbach |
| K 2502 | L 1012 in Wollmershausen – L 1041 |
| K 2503 | L 1040 – Musdorf – Limbach – Roßbürg – K 2512 – Hengstfeld – L 2247 – Triftshausen – K 2508 – Bronnholzheim – K 2506 – K 2504 – K 2659 in Satteldorf |
| K 2504 | K 2503 in Satteldorf – K 2505 – Ellrichshausen – L 1066 |
| K 2505 | (AN 4 im Landkreis Ansbach, Bayern) – Landesgrenze – K 2507 – K 2506 – K 2504 |
| K 2506 | K 2503 in Bronnholzheim – K 2507 – K 2505 |
| K 2507 | K 2506 – Volkershausen |
| K 2508 | K 2509 in Wallhausen – Bölgental – Gröningen – K 2659 – – Helmshofen – K 2503 |
| K 2509 | L 1033 in Lenkerstetten – Gaggstatt – L 1040 – K 2511 – K 2510 – K 2508 – in Wallhausen |
| K 2510 | K 2509 – Mistlau |
| K 2511 | Hornberg an der Jagst – K 2509 |
| K 2512 | – Schainbach – Roßbürg – K 2503 – K 2532 in Michelbach an der Lücke |
| K 2513 | K 2677 in Gammesfeld – Hertershofen – Hausen am Bach – L 1040 – Kleinansbach |
| K 2514 | L 1040 in Hausen am Bach – Landesgrenze – (AN 7 im Landkreis Ansbach, Bayern) |
| K 2515 | L 1036 – Michelbach an der Heide – L 1037 – L 1033 |
| K 2516 | L 1041 in Eichenau – K 2664 in Lendsiedel |
| K 2517 | Diembot – L 1041 |
| K 2518 | L 1033 in Gerabronn – Bügenstegen |
| K 2519 | L 1037 in Gerabronn – Amlishagen – K 2520 – K 2521 – in Rot am See |
| K 2520 | Unterweiler – K 2519 in Amlishagen |
| K 2521 | L 1036 in Wittenweiler – K 2519 in Amlishagen |
| K 2522 | in Blaufelden – Blaubach |
| K 2523 | K 2532/K 2677 in Wiesenbach – Engelhardshausen – |
| K 2524 | L 1008 – Schmalfelden – Naicha – K 2532 in Wiesenbach |
| K 2525 | L 1022 – K 2676 – Wolfskreut – L 1005 in Gemmhagen |
| K 2526 | L 1005 in Spielbach – Heiligenbronn |
| K 2527 | L 1026 in Kreuzfeld – Bovenzenweiler – L 1005 |
| K 2528 | (K 2866 im Main-Tauber-Kreis) – Kreisgrenze – Krailshausen – L 1026 |
| K 2530 | L 1022 in Herrentierbach – K 2533 – Billingsbach – K 2534 – Raboldshausen – K 2531 – L 1036 in Wasen (Siedlung von Wittenweiler) |
| K 2531 | K 2530 in Raboldshausen – L 1036 |
| K 2532 | L 1001 – Lindlein – L 1008 – K 2524 – Wiesenbach – K 2677 – K 2523 – Brettheim – L 1040 – Reubach – Weikersholz – Michelbach an der Lücke – K 2512 – L 2247 |
| K 2533 | Brüchlingen – Billingsbach – K 2534 – K 2530 – Lentersweiler – Erpfersweiler – |
| K 2534 | (K 2305 im Hohenlohekreis) – Kreisgrenze – Simmetshausen – K 2535 – Billingsbach – K 2533 – K 2530 |
| K 2535 | K 2534 in Simmetshausen – L 1022 in Herrentierbach |
| K 2536 | (K 2308 im Hohenlohekreis) – Kreisgrenze – Ettenhausen – K 2540 – K 2538 – K 2537 – L 1022 |
| K 2537 | L 1022 in Alkertshausen – Wittmersklingen – K 2536 |
| K 2538 | (K 2306 im Hohenlohekreis) – Kreisgrenze – Mäusberg – Hirschbronn – K 2536 in Ettenhausen |
| K 2539 | K 2540 in Bartenstein – – Eichswiesen |
| K 2540 | (K 2856 im Main-Tauber-Kreis) – Kreisgrenze – – K 2539 – Bartenstein – K 2536 in Ettenhausen |
| K 2541 | K 2664 – K 2542 |
| K 2542 | L 1025/L 1036 in Bächlingen – Hürden – Großforst – L 1037 – Elpershofen – Hessenau – Leofels – K 2664 – K 2541 – Ruppertshofen – K 2543 – L 1042 |
| K 2543 | L 1037/L 1042 – Ruppertshofen – K 2542 – K 2664 in Dörrmenz |
| K 2545 | L 1042 – K 2664 in Dünsbach |
| K 2546 | L 1042 – L 1036 |
| K 2547 | K 2551 – Zottishofen – K 2548 – Orlach – L 1036 – K 2664 – Elzhausen |
| K 2548 | L 1045 – Jungholzhausen – K 2547 – L 1042 |
| K 2551 | Tierberg – K 2547 – L 1042 |
| K 2552 | K 2553 in Haßfelden – L 1042 in Hörlebach |
| K 2553 | K 2664 – Windisch-Brachbach – K 2554 – Haßfelden – K 2552 – L 2218 in Wolpertshausen |
| K 2554 | Altenberg – K 2553 |
| K 2556 | K 2557 in Geislingen am Kocher – Hergershof – Hohenberg – L 2218 in Wolpertshausen |
| K 2557 | L 1045 – Geislingen am Kocher – K 2556 – L 2218 |
| K 2558 | K 2563 – Herdtlingshagen – K 2565 – K 2559 – L 1045 |
| K 2559 | K 2560 in Arnsdorf – Rückertsbronn – K 2558 – K 2566 in Schönenberg |
| K 2560 | (K 2364 im Hohenlohekreis) – Kreisgrenze – Arnsdorf – K 2559 – L 1045 in Braunsbach |
| K 2563 | (K 2364 im Hohenlohekreis) – Kreisgrenze – Kupfer – – Übrigshausen – Brachbach – K 2558 – Kreisgrenze – (K 2366 im Hohenlohekreis) |
| K 2564 | L 1037 in Dünsbach – K 2541 – Leofels – K 2542 – Dörrmenz – K 2543 – K 2516 – Lendsiedel – K 2500 – L 1041 |
| K 2565 | K 2558 – Gaisdorf – K 2566 – K 2567 – L 1045 in Untermünkheim |
| K 2566 | K 2565 – K 2559 in Schönenberg |
| K 2567 | K 2565 – L 1045 in Enslingen |
| K 2568 | L 2218 in Wolpertshausen – Reinsberg – K 2569 – Unterscheffach – K 2667 – Otterbach – K 2570 – K 2571 in Tüngental |
| K 2569 | L 2218 in Rudelsdorf – K 2568 in Reinsberg |
| K 2570 | Wolpertsdorf – K 2568 in Tüngental |
| K 2571 | L 2218 in Bühlerzimmern – Ramsbach – K 2572 – Tüngental – K 2568 – K 2665 |
| K 2572 | L 2218 in Veinau – K 2571 |
| K 2573 | / – Gelbingen – Breitenstein – K 2574 – K 2658 – L 2218 |
| K 2574 | Erlach – K 2573 in Breitenstein |
| K 2575 | K 2576 – Wittighausen – / in Untermünkheim |
| K 2576 | / – K 2575 – Wackershofen – K 2577 – – Schwäbisch Hall – K 2669 – Raibach – K 2594 |
| K 2577 | K 2576 – Sülz |
| K 2578 | L 1046 – Rinnen |
| K 2579 | (K 2362 im Hohenlohekreis) – Kreisgrenze – L 1046 – Neunkirchen – K 2580 – Witzmannsweiler – |
| K 2580 | (K 2360 im Hohenlohekreis) – Kreisgrenze – K 2579 in Witzmannsweiler |
| K 2582 | (K 2345 im Hohenlohekreis) – Kreisgrenze – Laukenmühle – L 1050 |
| K 2583 | Gögelhof – in Ammertsweiler |
| K 2584 | (K 1814 im Rems-Murr-Kreis) – Kreisgrenze – Hohenegarten – |
| K 2585 | /L 1050 in Mainhardt – K 2586 – Hammerschmiede |
| K 2586 | K 2585 – Mönchsberg – Württemberger Hof – K 2587 – L 1050 in Hütten |
| K 2587 | K 2586 – L 1050 in Hütten |
| K 2589 | K 2669 – Sittenhardt – K 2608 – K 2669 |
| K 2591 | in Michelfeld – Bibersfeld – K 2592 – K 2669 – K 2593 – K 2594 |
| K 2592 | in Michelfeld – Starkholzbach – K 2591 in Bibersfeld |
| K 2593 | K 2591 – Sanzenbach – K 2594 in Rieden |
| K 2594 | – K 2576 – Hohenholz – K 2591 – Rieden – K 2595 – K 2593 – L 1054 |
| K 2595 | K 2594 in Rieden – in Uttenhofen |
| K 2596 | in Uttenhofen – Wilhelmsglück – L 1055 in Hirschfelden |
| K 2597 | L 1055 in Schwäbisch Hall – Tullau – |
| K 2598 | L 1055 – Gschlachtenbretzingen – L 1055 |
| K 2599 | L 1055/L 1056 in Hessental – Burgbretzingen – K 2627 in Herlebach |
| K 2600 | K 2665 – L 1060 in Grundwiesen |
| K 2601 | K 2665 – Sulzdorf – K 2627 – L 1060 |
| K 2602 | K 2627 in Sulzdorf – L 1064 in Vellberg |
| K 2603 | Kerleweck – K 2665 – Unteraspach – Oberaspach – K 2668 – L 1040 in Gaugshausen |
| K 2604 | Steinbächle – K 2668 |
| K 2605 | L 2218 in Großallmerspann – L 1040 in Eckartshausen |
| K 2606 | (K 1809 im Rems-Murr-Kreis) – Kreisgrenze – K 2675 |
| K 2607 | K 2674 – Konhalden |
| K 2608 | K 2589 in Sittenhardt – Kornberg – L 1050 |
| K 2609 | (K 1806 im Rems-Murr-Kreis) – Kreisgrenze – Wolfenbrück – K 2610 – Ebersberg – L 1050 in Oberrot |
| K 2610 | K 2609 – Glashofen – L 1050 in Oberrot |
| K 2611 | L 1050 in Oberrot – Stiersbach – K 2612 – Scheuerhalden – Stiershof |
| K 2612 | K 2611 in Scheuerhalden – L 1050 in Hausen |
| K 2613 | Erlenhof – L 1066 in Fichtenberg |
| K 2614 | L 1066 – Langert – Kreisgrenze – (K 1804 im Rems-Murr-Kreis) |
| K 2615 | Michelbächle – L 1066 in Mittelrot |
| K 2616 | – Großaltdorf – K 2617 |
| K 2617 | Spöck – Ottendorf – – Eutendorf – Großaltdorf – K 2616 – L 1066 in Gaildorf |
| K 2618 | – Hagenau |
| K 2619 | K 2627 in Oberfischach – Hausen – L 1060 – Untersontheim – K 2620 – Merkelbach – L 1064 |
| K 2620 | L 1060 – Ummenhofen – Untersontheim – K 2619 – L 1066 in Obersontheim |
| K 2621 | L 1066 in Obersontheim – L 1060 in Bühlertann |
| K 2622 | K 2627 – Rappoltshofen – Rappoltsau – L 1066 – Engelhofen – K 2623 – K 2627 in Unterfischach |
| K 2623 | K 2622 – Weiler |
| K 2625 | L 1072 in Kottspiel – K 2627 in Geifertshofen |
| K 2626 | L 1072 in Kottspiel – Holenstein |
| K 2627 | K 2602 in Sulzdorf – L 1060 – Herlebach – K 2599 – Oberfischach – K 2619 – K 2622 – Mittelfischach – L 1066 – Unterfischach – K 2622 – K 2625 – Geifertshofen – Bühlerzell – L 1072 – Kammerstatt – K 2628 – K 2629 – Grafenhof – Hinterwald – Kreisgrenze – (K 3242 im Ostalbkreis) |
| K 2628 | L 1060 – K 2627 in Kammerstatt |
| K 2629 | K 2627 – Hochbronn – Kreisgrenze – (K 3243 im Ostalbkreis) |
| K 2631 | K 2632 in Heilberg – Gerabronn |
| K 2632 | L 1072 in Heilberg – K 2631 – Gantenwald – K 2633 |
| K 2633 | in Sulzbach am Kocher – K 2632 – Kohlwald – K 2634 – Hohenberg |
| K 2634 | – Egelsbach – Aichenrain – Haslach – Grauhöfle – K 2633 |
| K 2635 | (K 3248 im Ostalbkreis) – Kreisgrenze – in Sulzbach am Kocher |
| K 2636 | in Laufen am Kocher – Rübgarten – Kreisgrenze – (K 3247 im Ostalbkreis) |
| K 2637 | L 1060 – K 2638 – Hinteruhlberg – Hettensberg – L 1060 in Fronrot |
| K 2638 | K 2637 – Vorderuhlberg – Sandhof – K 2671 – Eckarrot – in Randenweiler |
| K 2639 | K 2665 bei Oberspeltach – Banzenweiler – L 1066 in Gründelhardt |
| K 2640 | L 1066 bei Fichtenhaus – K 2641 in Unterspeltach |
| K 2641 | L 1012 in Triensbach – Rüddern – Tiefenbach – L 1041 – L 2218 – Hirtenwiesen – Onolzheim – L 1066 – Jagstheim – Unterspeltach – K 2640 – Stetten – L 1066 in Gründelhardt |
| K 2642 | L 1066 in Altenmünster – in Ingersheim an der Jagst |
| K 2643 | – Alexandersreut – K 2644 in Weipertshofen |
| K 2644 | L 1068 in Stimpfach – Siglershofen – Weipertshofen – K 2643 – K 2645 – Steinbach am Wald – Krettenbach – L 1070 in Wildenstein |
| K 2645 | L 2218 – Wittau – Lohr – Schüttberg – Nestleinsberg – Klinglesmühle – Gerbertshofen – K 2644 |
| K 2646 | L 1070 in Wildenstein – K 2648 – Lautenbach – K 2647 in Buckenweiler |
| K 2647 | L 1070 in Unterdeufstetten – Buckenweiler – K 2646 – Landesgrenze – (AN 44 im Landkreis Ansbach, Bayern) |
| K 2648 | K 2649 – Rötlein – K 2646 in Lautenbach |
| K 2649 | L 2218 – K 2648 – Bernhardsweiler |
| K 2650 | L 2218 in Bergbronn – Schönbronn – Bräunersberg – K 2651 in Riegelbach |
| K 2651 | K 2652 in Marktlustenau – Riegelbach – K 2650 – Landesgrenze – (AN 42 im Landkreis Ansbach, Bayern) |
| K 2652 | L 1010 in Marktlustenau – K 2651 – Landesgrenze – (Landkreis Ansbach, Bayern) |
| K 2654 | L 1066 in Crailsheim – Goldbach – Waldtann – L 1010 – Wüstenau – L 1066 in Mariäkappel |
| K 2655 | K 2659 – Beuerlbach – L 1066 |
| K 2656 | (K 2855 im Main-Tauber-Kreis) – Kreisgrenze – |
| K 2658 | K 2573 – Eltershofen – L 2218 |
| K 2659 | – Gröningen – K 2508 – – L 1012 – Satteldorf – K 2503 – K 2655 – |
| K 2660 | (K 2891 im Main-Tauber-Kreis) – Kreisgrenze – L 1026 in Untereichenrot |
| K 2661 | in Riedbach – Zell – L 1022 in Schrozberg |
| K 2662 | K 2663 – Schönberg – Kreisgrenze – (K 3330 im Ostalbkreis) |
| K 2663 | in Unterrot – K 2662 – in Bröckingen |
| K 2664 | K 2547 in Orlach – Niedersteinach – K 2553 – Obersteinach – L 1042 – K 2545 – L 1037 in Dünsbach – K 2541 – K 2542 in Leofels – K 2543 in Dörrmenz – K 2516 in Lendsiedel – L 1041 in Kirchberg an der Jagst                                                                         |
| K 2665 | L 2218 – Altenhausen – K 2600 – Tüngental – K 2571 – K 2601 – K 2627 – Jagstrot – Oberscheffach – K 2667 – K 2603 – L 1040 – Großaltdorf – Steinehaig – K 2666 – L 1064 – Spaichbühl – K 2666 – Waldbuch – K 2639 – Oberspeltach – Fichtenhaus – L 1066                              |
| K 2666 | K 2665 in Steinehaig – K 2665 in Waldbuch |
| K 2667 | L 2218 in Cröffelbach – Hopfach – K 2568 – Unterscheffach – K 2665 in Oberscheffach |
| K 2668 | L 2218 in Ilshofen – K 2604 – Oberaspach – K 2603 – L 1040 in Großaltdorf |
| K 2669 | L 1050 in Wielandsweiler – K 2589 – Rötenhof – K 2589 – K 2591 – Bibersfeld – Raibach – K 2576 – /L 1055 |
| K 2670 | L 1050 – Geißelhardt – Lachweiler – Ziegelbronn – in Bubenorbis |
| K 2671 | L 1068 in Honhardt – Sandhof – K 2538 – Kreisgrenze – (K 3323 im Ostalbkreis) |
| K 2672 | L 1068 in Rechenberg – Kreisgrenze – (K 3322 im Ostalbkreis) |
| K 2673 | L 1066 in Fichtenberg – Kreisgrenze – (K 3331 im Ostalbkreis) |
| K 2674 | (K 1903 im Rems-Murr-Kreis) – Kreisgrenze – Marhördt – K 2675 – Badhaus – L 1050 |
| K 2675 | K 2674 – Marbächle – K 2606 – Kreisgrenze – (K 1901 im Rems-Murr-Kreis) |
| K 2676 | K 2524 in Schmalfelden – Großbärenweiler – K 2525 |
| K 2677 | L 1005 in Gammesfeld – K 2513 – L 1040 – Buch |
| K 2678 | L 2218 – L 1070 in Wildenstein |